# Hội chứng sợ nước
Aquaphobia (từ Latin  aqua 'nước', và Ancient Greek  φόβος (phóbos) 'sợ hãi') là một hội chứng sợ nước.
Aquaphobia được coi là một chứng sợ hãi cụ thể đối với loại môi trường tự nhiên trong Cẩm nang Chẩn đoán và Thống kê Rối loạn tâm thần. Một nỗi ám ảnh cụ thể là nỗi sợ hãi dữ dội về một thứ gì đó ít hoặc không gây nguy hiểm thực sự.

## Từ nguyên
Thuật ngữ chính xác có nguồn gốc từ tiếng Hy Lạp, "sợ nước" là hydrophobia, từ ὕδωρ (hudōr), "nước" và φόβος (phobos), "sợ hãi". Tuy nhiên, từ này từ lâu đã được sử dụng trong tiếng Anh để chỉ một triệu chứng của bệnh dại giai đoạn muộn, biểu hiện ở người như khó nuốt, sợ hãi khi tiếp xúc với chất lỏng và không thể làm dịu cơn khát. Sợ hãi hoặc ghét nước được gọi là aquaphobia.

## Phổ biến
Một nghiên cứu về dữ liệu dịch tễ học từ 22 quốc gia thu nhập thấp, trung bình và cao cho thấy "sợ nước hoặc các sự kiện thời tiết" có tỷ lệ phổ biến là 2,3%, trên tất cả các quốc gia; ở Mỹ, tỷ lệ mắc là 4,3%. Trong một bài báo về rối loạn lo âu, Lindal và Stefansson cho biết chứng sợ nước có thể ảnh hưởng đến 1,8% dân số Iceland nói chung, hoặc gần một trong năm mươi người. Ở Mỹ, 46% người Mỹ trưởng thành sợ nước và 64% sợ vùng nước sâu.

## Biểu hiện
Chứng ám ảnh chuyên biệt là một loại rối loạn lo âu, trong đó một người có thể cảm thấy vô cùng lo lắng hoặc lên cơn hoảng sợ khi tiếp xúc với đối tượng sợ hãi. Chứng ám ảnh chuyên biệt là một rối loạn tâm thần phổ biến.
Các nhà tâm lý học chỉ ra chứng sợ nước thể hiện ở con người thông qua sự kết hợp của các yếu tố kinh nghiệm và di truyền. Năm nguyên nhân phổ biến của chứng sợ nước: bản năng sợ chết đuối, bản thân trải qua một biến cố, được cha mẹ bảo vệ quá mức, tâm lý khó thích nghi với nước và thiếu tin tưởng vào nước.
Trường hợp của một giáo sư truyền thông 37 tuổi, anh cho biết nỗi sợ hãi ban đầu thể hiện như một "cơn đau dữ dội, kèm theo nhức vùng trán" và cảm giác nghẹt thở, các cơn hoảng loạn và giảm lượng chất lưu.

## Dấu hiệu và triệu chứng
Các phản ứng thể chất bao gồm buồn nôn, chóng mặt, tê cóng, khó thở, tăng nhịp tim, đổ mồ hôi và run.
Ngoài các dấu hiệu và triệu chứng ở trên, một số dấu hiệu và triệu chứng chung hiển thị để phản ứng với một nỗi ám ảnh chuyên biệt bao gồm:
- Triệu chứng về thể chất: run rẩy, nóng bừng mặt hoặc cảm lạnh, đau hoặc tức ngực, bụng cồn cào, ngất xỉu, khô miệng, ù tai, lú lẫn
- Triệu chứng tâm lý: cảm giác sợ hãi mất kiểm soát, ngất xỉu, khiếp sợ và lo lắng về cái chết.[14]

## Điều trị
Phương pháp điều trị bao gồm:
- Thôi miên - Nữ 28 tuổi, mắc chứng sợ nước từ nhỏ, thôi miên trong 8 tuần 5 buổi, theo dõi 2 tháng và 1 năm.[15] Nam 37 tuổi, mắc chứng sợ nước cực độ 10 năm (thậm chí không uống được nước), 6 buổi điều trị thôi miên, liệu pháp thành công, không tái phát và theo dõi 6 tháng.[16]